# Knoblauchraukenblättrige Glockenblume
Die Knoblauchraukenblättrige Glockenblume (Campanula alliariifolia) ist eine Pflanzenart aus der Gattung der Glockenblumen (Campanula) in der Familie der Glockenblumengewächse (Campanulaceae).

## Merkmale
Die Knoblauchraukenblättrige Glockenblume ist eine immergrüne, ausdauernde, krautige Pflanze, die Wuchshöhen von 40 bis 60 (70) Zentimeter erreicht. Die Art bildet eine Pleiokorm-Rübe. Die Blätter sind breit herzförmig, ihre Unterseite ist grauweiß filzig behaart. Die unteren Blätter sind lang gestielt. Die Blüten sind in einer lockeren, einseitswendigen Traube angeordnet. Die Krone ist cremeweiß, innen ist sie nicht punktiert.
Die Blütezeit reicht von Juni bis Juli.
Die Chromosomenzahl beträgt 2n = 34.

## Vorkommen
Die Knoblauchraukenblättrige Glockenblume kommt im Kaukasus, in Transkaukasien und der Nordost-Türkei auf Klippen im Bergwald und Kalkfelsbändern in Höhenlagen von 300 bis 1830 Meter vor. In West- und Zentraleuropa ist die Art verwildert. Sie kommt aber eingebürgert vor in Niedersachsen bei Lüneburg, in Rheinland-Pfalz und in der Steiermark bei Bad Aussee und Graz.

## Taxonomie und Systematik
Die Knoblauchraukenblättrige Glockenblume wurde 1798 durch Carl Ludwig Willdenow in Species Plantarum 4. Auflage Band 1 Teil 2 Seite 910 als Campanula alliariifolia ("alliariaefolia") erstbeschrieben.
Man kann zwei Unterarten unterscheiden:
- Campanula alliariifolia Willd. subsp. alliariifolia (Syn.: Campanula kirpicznikovii Fed., Campanula leskovii Fed., Campanula makaschvilii E.A.Busch): Sie kommt von der nördlichen Türkei bis zum Kaukasusraum vor.[3]
- Campanula alliariifolia subsp. letschchumensis (Kem.-Nath.) Ogan. (Syn.: Campanula letschchumensis Kem.-Nath.): Sie kommt nur im westlichen Transkaukasien vor.[3]

## Nutzung
Die Knoblauchraukenblättrige Glockenblume wird zerstreut als Zierpflanze für Steingärten und Gebüschränder sowie als Schnittblume genutzt. Sie ist seit spätestens 1803 in Kultur.